# Hohenfichte
Hohenfichte ist ein Ortsteil der sächsischen Gemeinde Leubsdorf im Landkreis Mittelsachsen.

## Geografie

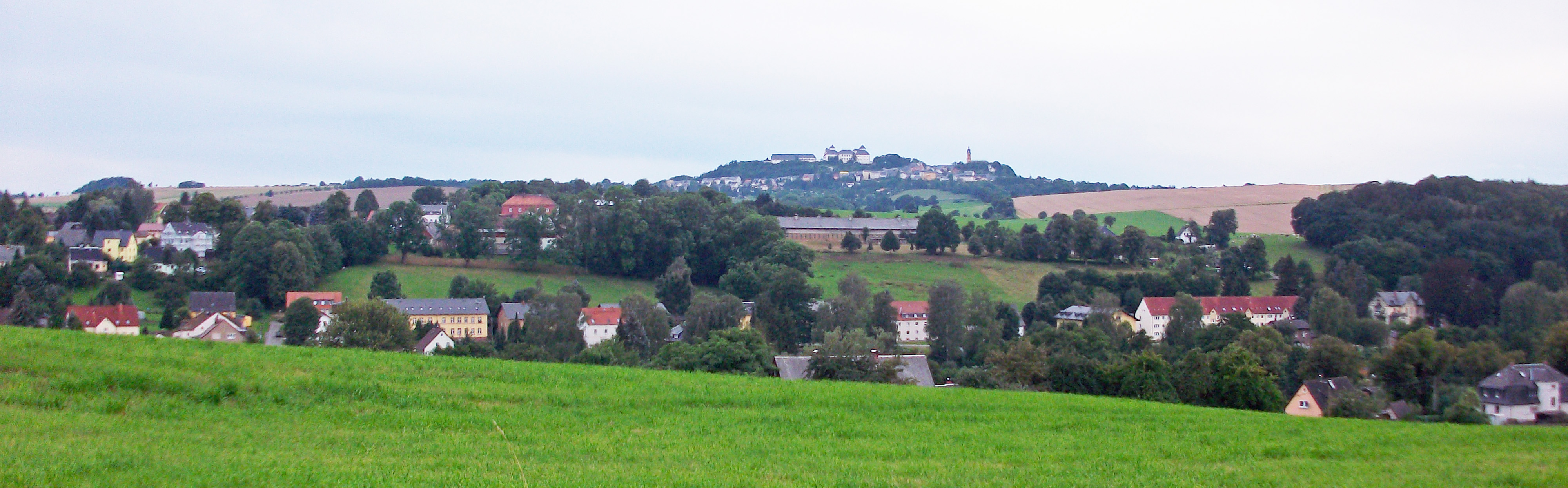
Hohenfichte mit Schloss Augustusburg

Hohenfichte liegt etwa 2,5 Kilometer östlich von Augustusburg im Erzgebirge. Der Ort liegt unmittelbar an der Flöha und erstreckt sich an deren linkem Ufer über gut einen Kilometer.
Nachbarorte von Hohenfichte sind Hetzdorf im Norden, Breitenau im Nordosten, Metzdorf im Osten, Leubsdorf im Südosten, Schellenberg im Süden, Augustusburg im Westen sowie Grünberg im Nordwesten.

## Geschichte
Ursprünglich war der Ort ein kleines, einreihiges Waldhufendorf. Ältere Karten lassen wenige typische Feldstreifen erkennen. Die erste urkundliche Erwähnung von Hohe Fichte stammt aus dem Jahre 1542.
Anfänglich Amtsdorf von Augustusburg, kam es 1696 unter die Grundherrschaft des 1680 im Ort gegründeten Rittergutes, zu dem auch eine Schäferei sowie eine Mühle gehörten. Das Rittergut ist bis heute erhalten und liegt hoch über dem Tal im Südwesten des Ortes. Ein Rundbogentor gewährt Zugang zum Vierseithof, der vom ehemaligen Herrenhaus an der Nordseite beherrscht wird. Über einem hohen Sockelgeschoss ragen zwei massive Vollgeschosse auf. Den Eingang, über dem Sturz mit der römischen Jahreszahl der Wiedererrichtung MDCCCVIII bezeichnet – 1807 war das Rittergut abgebrannt –, erreicht man über eine vorgelagerte Freitreppe.

Das Rittergut um 1850

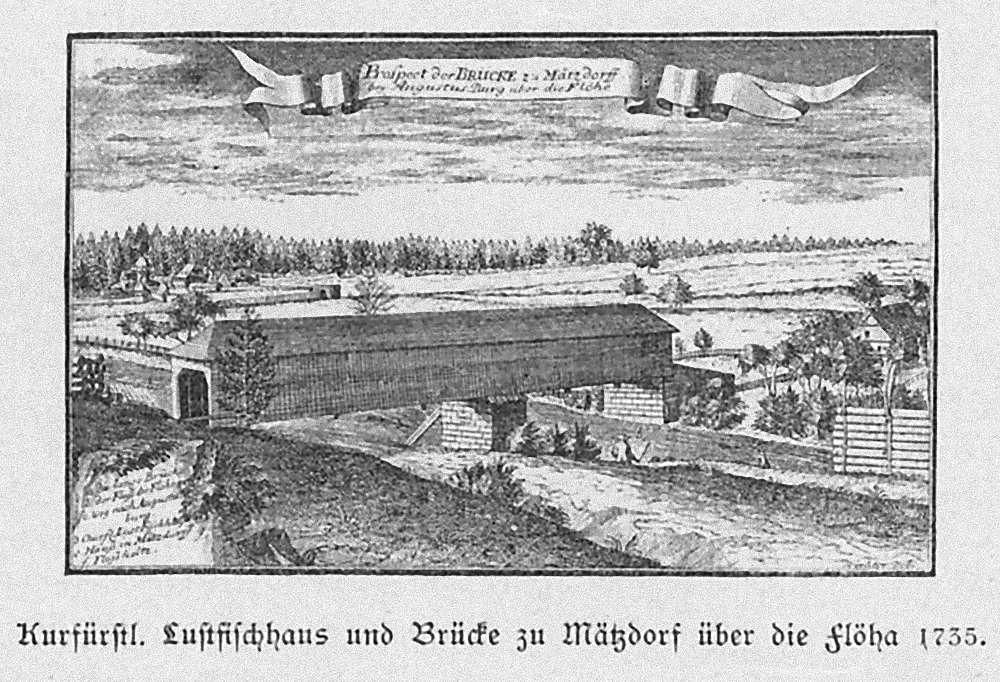
Die Brücke über die Flöha um 1735

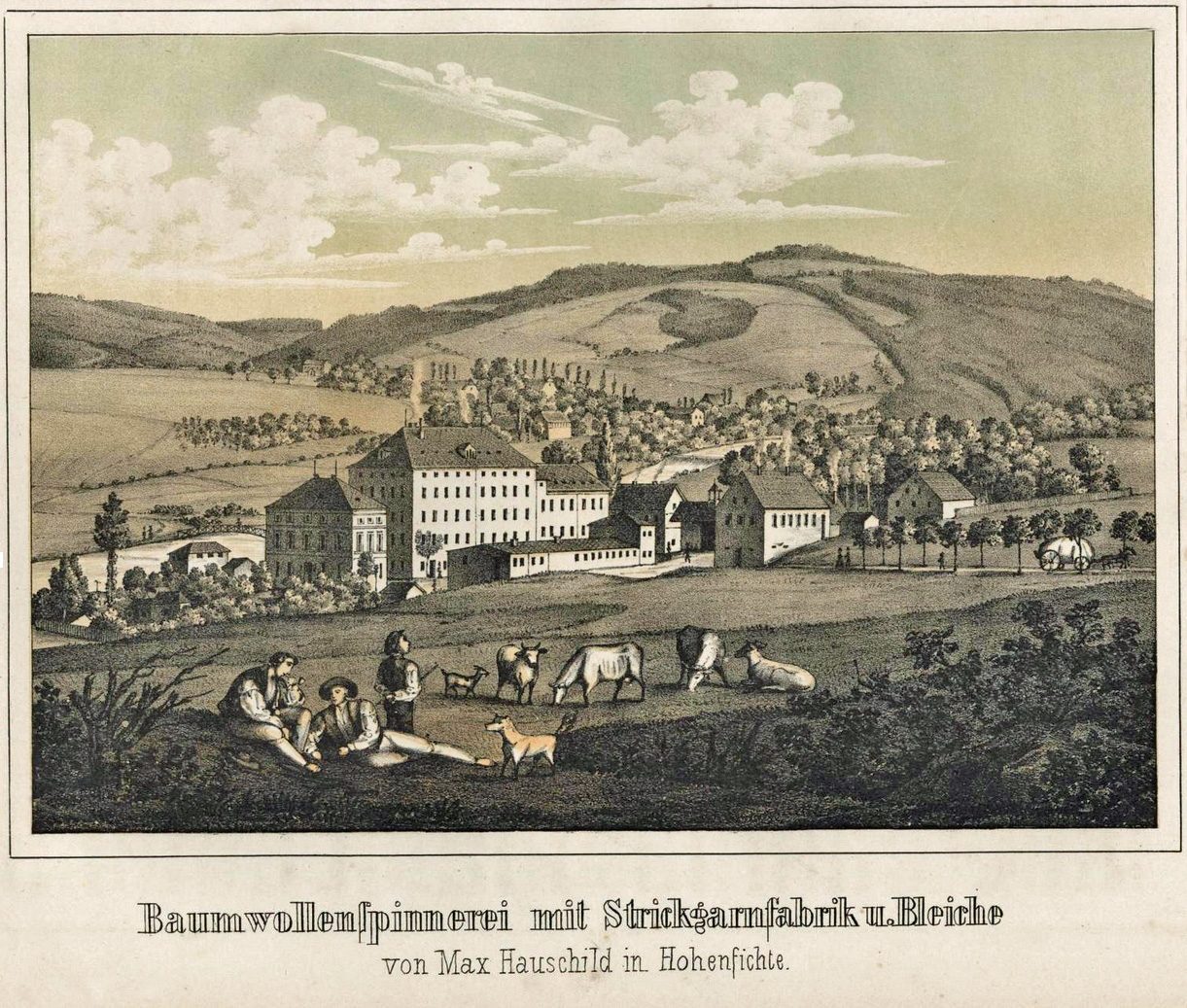
Die Baumwollspinnerei um 1850

Im Ort war außerdem ein kurfürstlicher Fischmeister ansässig. Ältere Karten verzeichnen in der Flöhaaue, südöstlich des Ortes ein Fischhaus. 1608 wurde unter Kurfürst Christian II. ein Lustfischhaus für Gäste des Schlosses Augustusburg errichtet.  Zwischen Mühlgraben und Flöha gelegen, war es nur mit dem Kahn erreichbar.
1602 wurde die erste Holzbrücke über die Flöha anstelle der bis dahin genutzten Furt durch die Flöha erbaut. Zweimal (1662 und 1680) musste die Brücke bereits im 17. Jahrhundert neu errichtet werden, da die vormaligen durch Eisgang zerstört wurden. Beim Überqueren der Brücke war Geleitgeld zu zahlen, wofür 1786 ein Brückenzollhaus errichtet wurde. Die Konstruktion der heutigen, 1832 errichteten, gedeckten Holzbrücke gleicht der in Hennersdorf über die Zschopau. Sie ist 55 Meter lang und 4,6 Meter breit.
1833 gründeten Max Hauschild und  Wilhelm Pansa im Bereich der Mühle und des Lustfischhauses eine Baumwollspinnerei. Es wurden Strupf- und Strickgarne produziert. Über 200 Arbeiter waren um 1850 beschäftigt. Damit war der Keim für die Erweiterung des bäuerlichen Ortes zu einer Industriesiedlung gegeben. 1853 schied Pansa aus dem Unternehmen aus.
Mit dem Bau der Flöhatalbahn erhielt Hohenfichte einen Bahnhof – heute Haltepunkt –, der den Betrieb 1875 aufnahm.
Der Brand der Stadtkirche zu Schellenberg (die Umbenennung zu Augustusburg erfolgte im Juli 1899) am 16. April 1893 bot Anlass, für das seit 1517 zu diesem gepfarrte Hohenfichte, selbst eine Kirche zu errichten. Die Kosten übernahm größtenteils der Fabrikbesitzer Max Eugen Hauschild. Mit dem Entwurf wurde das Dresdner Architekturbüro Schilling & Graebner betraut, das auch den Wiederaufbau der Stadtkirche Schellenberg leitete.  Die Weihe erfolgte 1896. 1922 wurde Metzdorf nach Hohenfichte eingemeindet.
Die Wirtschaft nach 1945 bestimmten Volkseigene Betriebe, namentlich der VEB Baumwollspinnerei und Zwirnerei, der VEB Vliestextilien Lößnitztal – Werk Hohenfichte und das Volkseigene Gut Tierzucht und die Besamungsstation im Ortsteil Metzdorf – das Rittergut war ab 1947 Volksgut. Dieses wurde nach Auflösung des Betriebes 1990 als Landgut des Kreises Flöha betrieben und 1993 an die AGRO-Produkte GmbH Leubsdorf verkauft. Der Gutshof wurde von dieser 1996 verkauft und ist heute in Privatbesitz; Flächen und Ställe werden noch von der GmbH genutzt. Die ehemalige Baumwollspinnerei beherbergt heute mehrere Museen.
Am 1. März 1994 schlossen sich die bis dahin selbstständigen Gemeinden Hohenfichte, Marbach und Schellenberg der Gemeinde Leubsdorf unter diesem Namen an.

## Entwicklung der Einwohnerzahl
| Jahr | Einwohnerzahl                                    |
| ---- | ------------------------------------------------ |
| 1551 | 2 besessene Mann, 8 Gärtner, 4 Inwohner, 4 Hufen |
| 1764 | 4 besessene Mann, 4 Häusler, 3 Hufen             |
| 1834 | 227                                              |
| 1871 | 362                                              |

| Jahr   | Einwohnerzahl |
| ------ | ------------- |
| 1890   | 598           |
| 1910   | 725           |
| 1925 1 | 1049          |
| 1939 1 | 978           |

| Jahr   | Einwohnerzahl |
| ------ | ------------- |
| 1946 1 | 1197          |
| 1950 1 | 1227          |
| 1964 1 | 1192          |
| 1990 1 | 890           |

## Verkehr

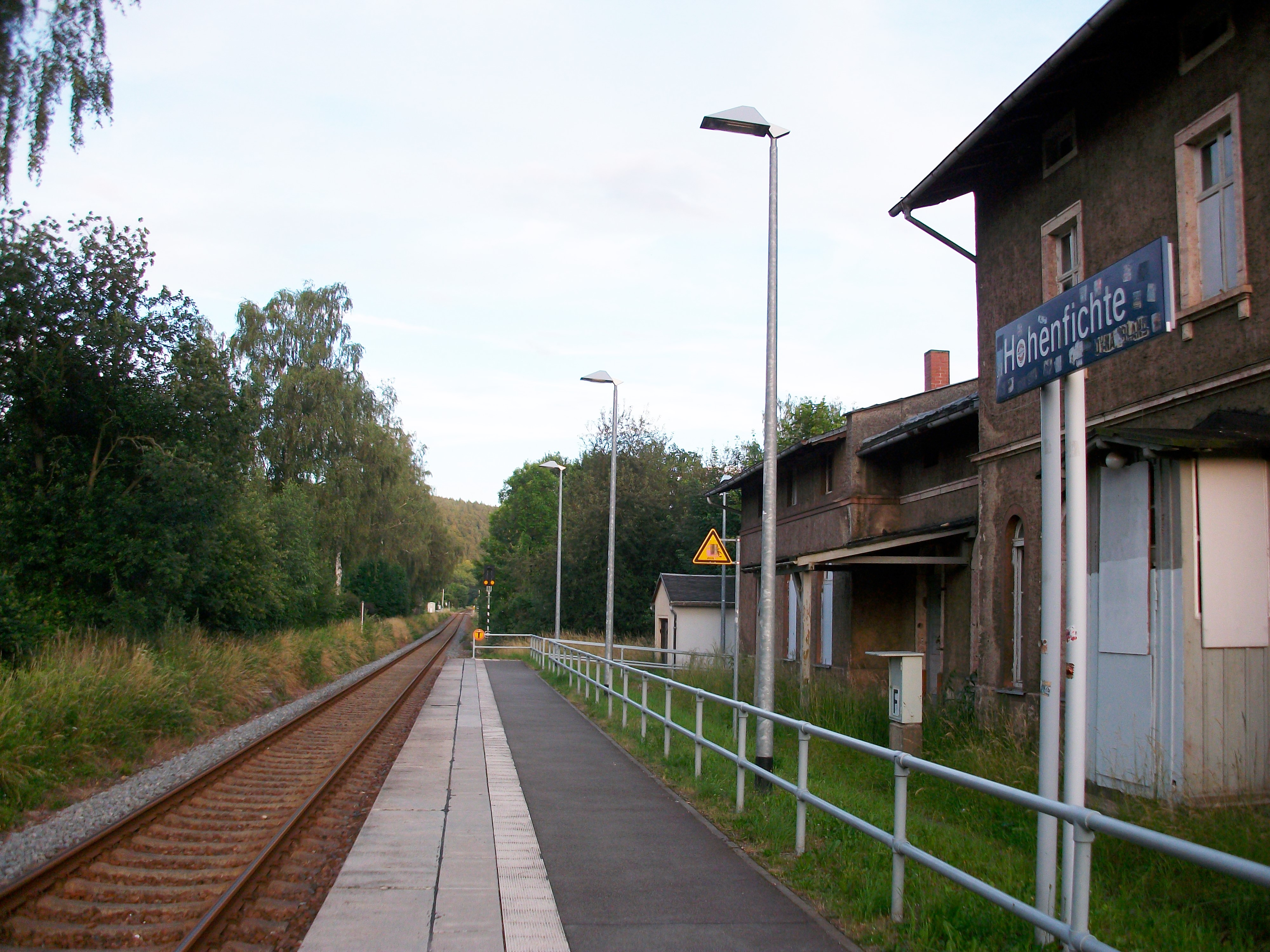
Haltepunkt Hohenfichte (2016)

Durch den Ort verläuft die Flöhatalbahn, an der ein Haltepunkt besteht. Über eine Kreisstraße besteht Anbindung an Grünberg im Nordwesten und über die Staatsstraße 223 weiterführend nach Augustusburg bzw. Flöha. Die Staatsstraße 237 Falkenau–Eppendorf verläuft östlich des Ortes im Tal der Großen Lößnitz.

## Sehenswürdigkeiten
- Überdachte Holzbrücke über die Flöha: Die Brücke wurde 1602 errichtet und in den letzten vier Jahrhunderten mehrfach durch Eisgang oder Kriegsereignisse zerstört. In ihrer heutigen Form wurde die Brücke 1823 errichtet. Es handelt sich um eine überdachte Hängekonstruktion mit einem schindelgedeckten Satteldach und einem Pfeiler in Flussmitte.
- Die Kirche wurde 1893 bis 1896 im Stil der Frührenaissance mit seitlichem Turm und Freitreppe erbaut.
- Verschiedene Ausstellungen und Museumsprojekte auf dem Gelände der ehemaligen Baumwollspinnerei: Spielzeug-, Auto- und Motorradsammlung sowie Modelleisenbahnanlage (seit 2017 geschlossen)[8]

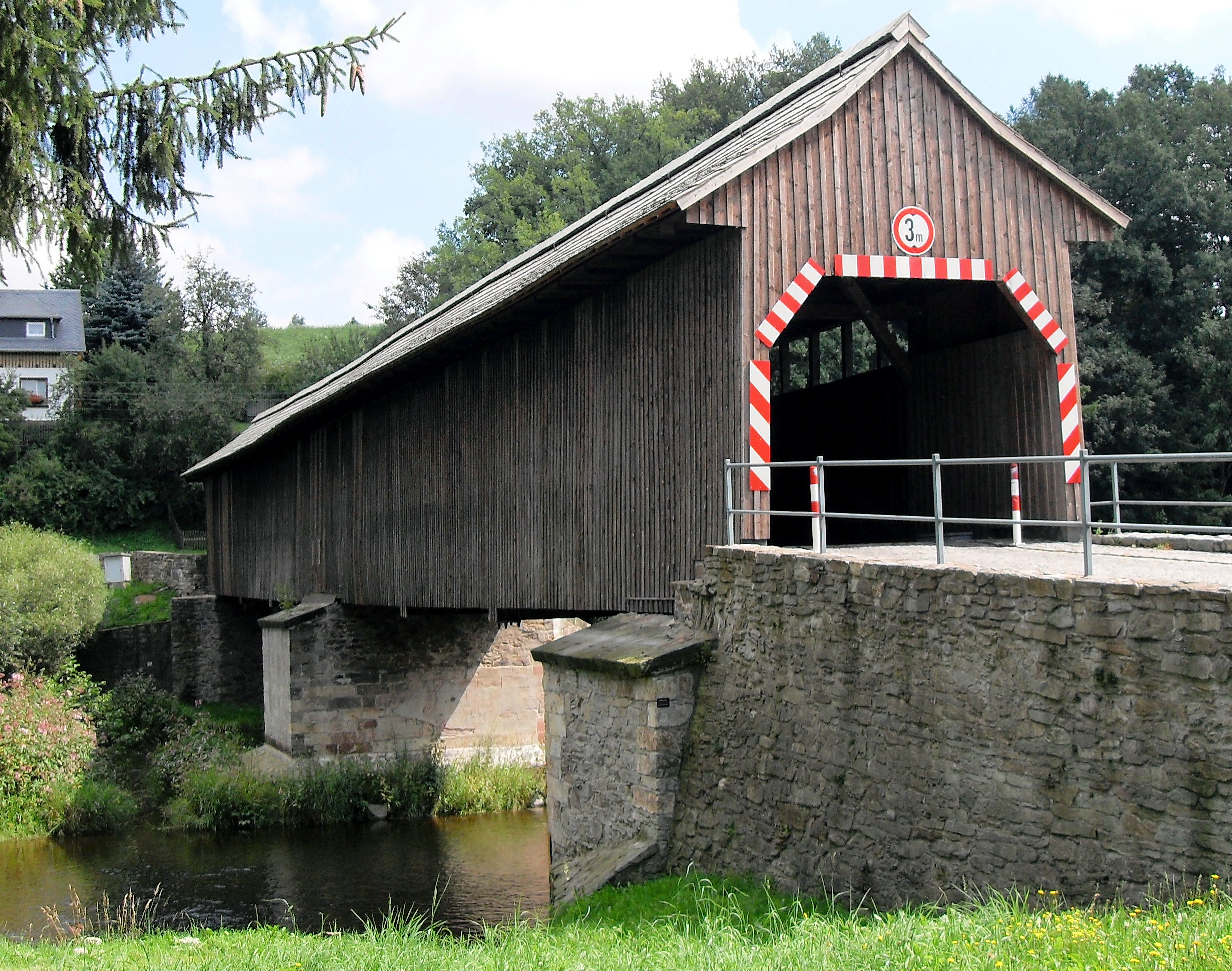
Holzbrücke
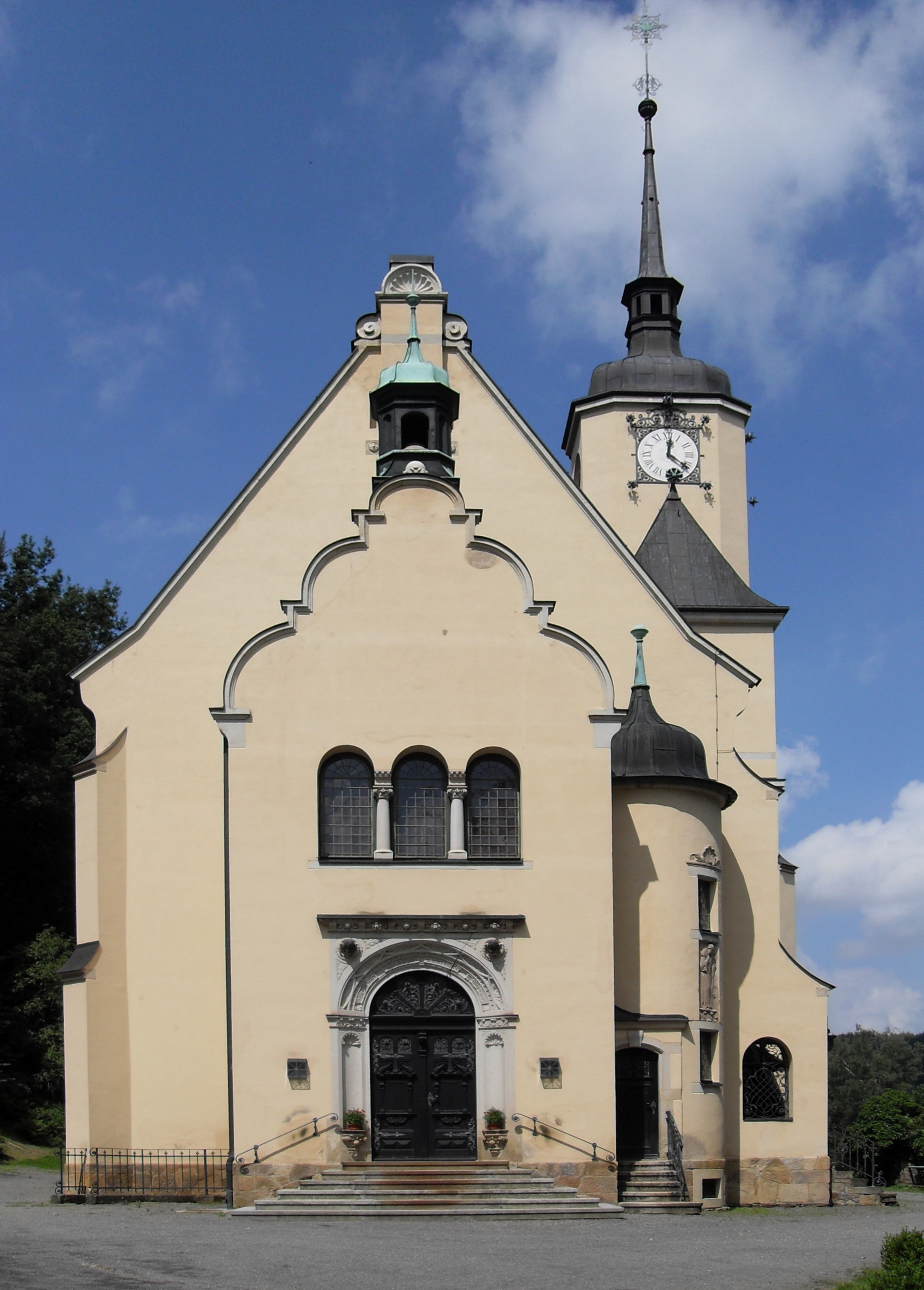
Kirche
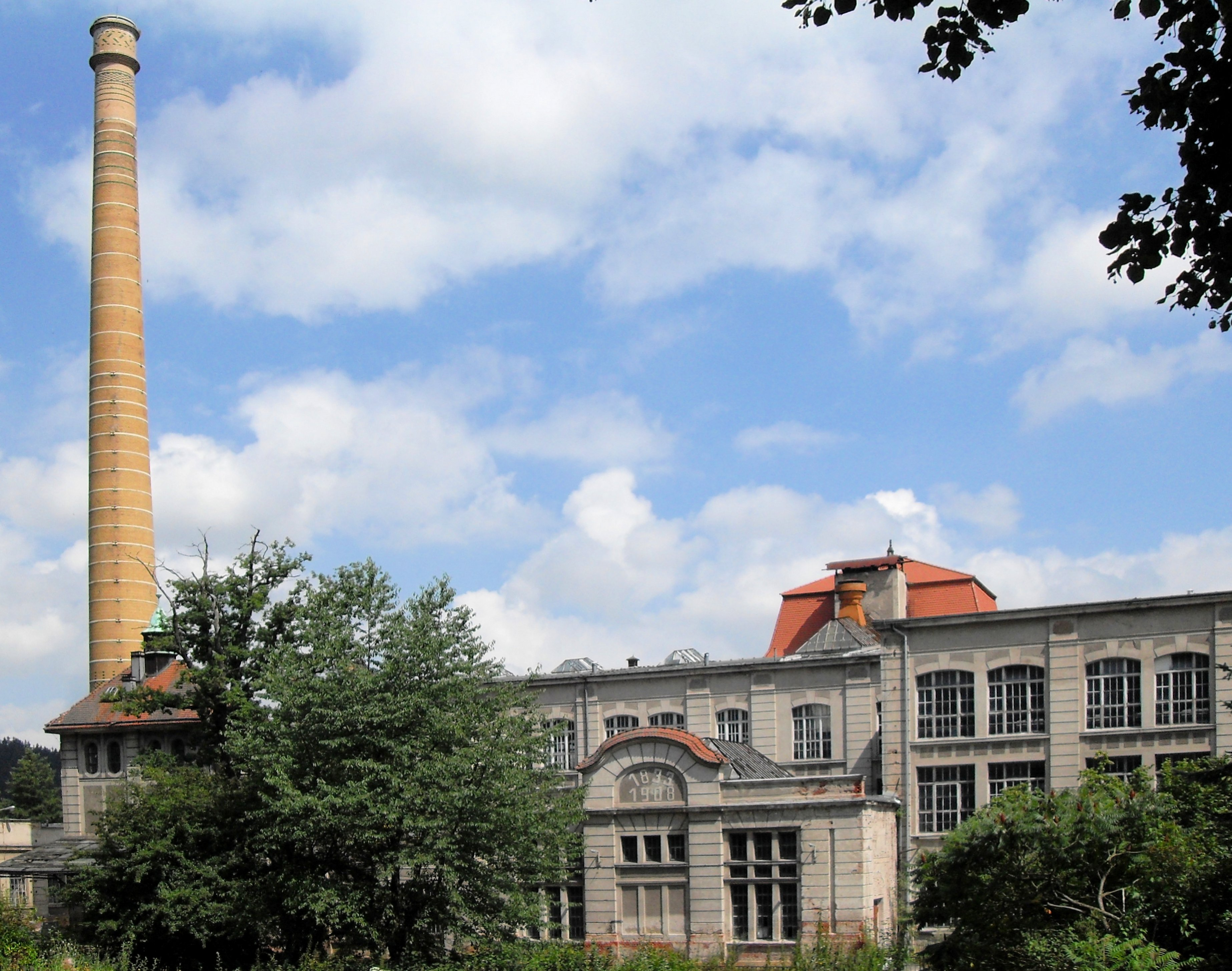
Ehemalige Baumwollspinnerei
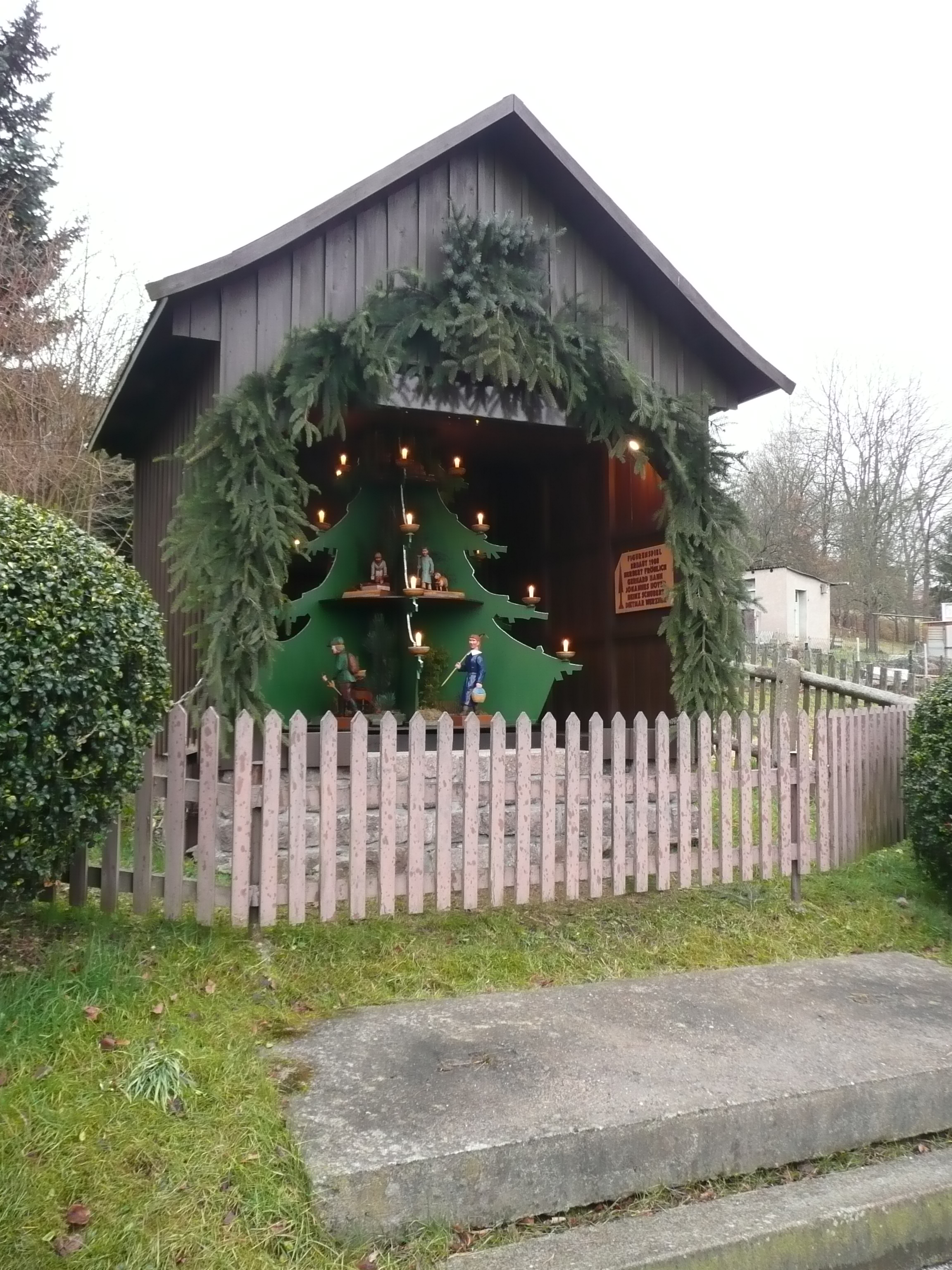
Ortspyramide
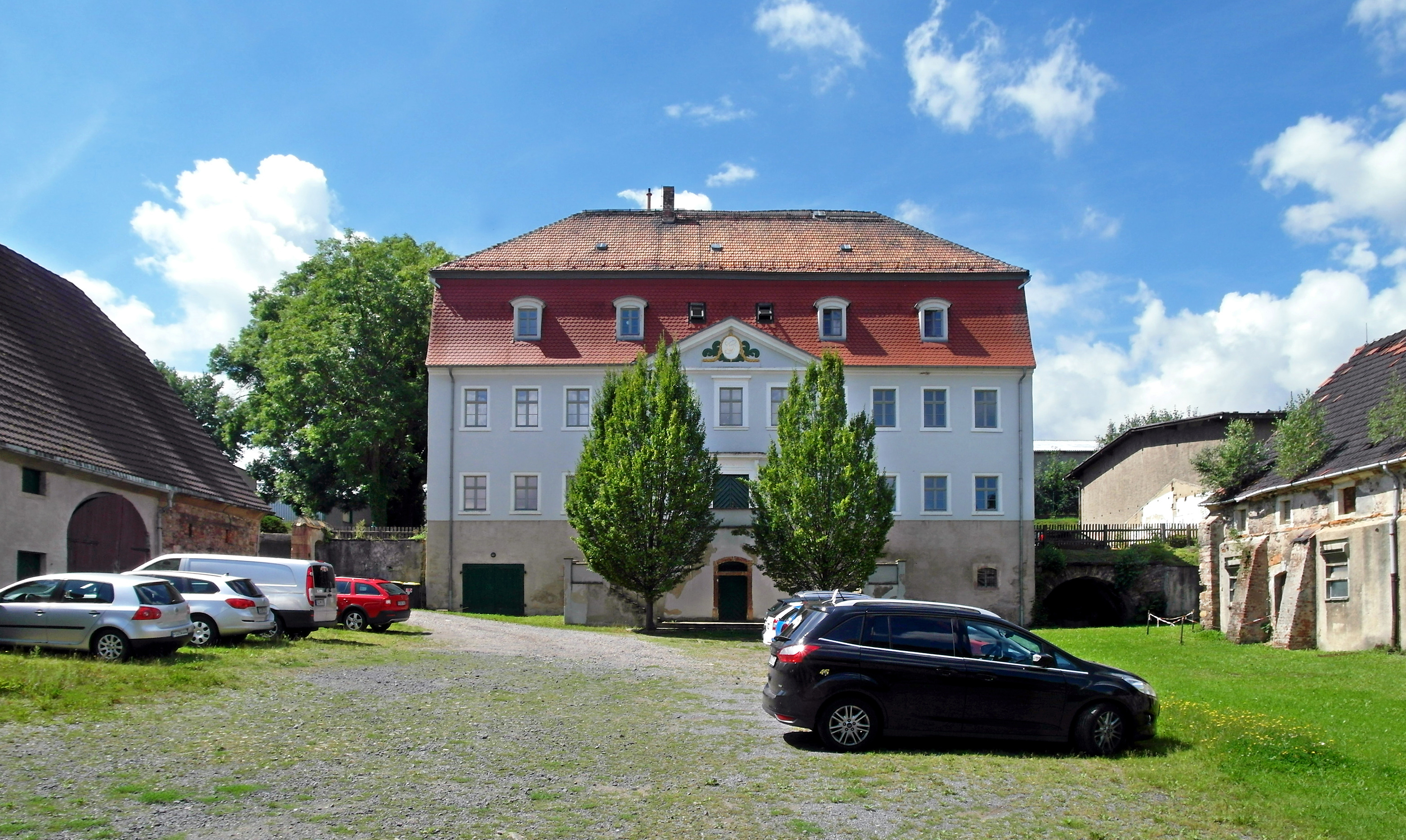
Herrenhaus (2016)

## Söhne des Ortes
- Alfred Moritz Hauschild (1841–1929), Architekt
- Fips Fleischer (1923–2002), Musiker
- Paul Günther (1926–1996), Mathematiker